# Берковица (община)
Община Берковица се намира в Северозападна България и е една от съставните общини на област Монтана.

## География

### Географско положение, граници, големина
Общината е разположена в южната част на област Монтана. С площта си от 463,705 km2 заема 2-ро място сред 11-те общините на областта, което съставлява 12,91% от територията на областта. Границите ѝ са следните:
- на запад – община Георги Дамяново;
- на север – община Монтана;
- на изток – община Криводол, област Враца;
- на югоизток – община Вършец;
- на юг – община Годеч, Софийска област.

### Природни ресурси

#### Релеф
Релефът на общината е високо и средно и ниско планински, като територията ѝ изцяло попада в пределите на Западна Стара планина и Западния Предбалкан.
В южната и западната половина на общината се заемат северните склонове две планини, части от Западна Стара планина. На запад до границата с община Георги Дамяново, на север до долината на река Огоста, на изток до долината на река Бързия и прохода Петрохан и на юг до границата със Софийска област се простират северните склонове на Берковска планина. От билото на планината на север до долината на река Огоста се спускат дълги и тесни ридове, между които в дълбоки и залесени долини протичат реките Бързия и Златица и техните многобройни малки притоци и дерета. Тук на границата с община Годеч се издига първенецът на планината и на общината връх Ком (2016 m).
На изток от долината на река Бързия и прохода Петрохан в пределите на общината попадат западните части на планината Козница с нейния първенец връх Тодорини кукли (1785 m), разположен на границата с община Вършец.
В северните подножия на двете планини на около 350 – 400 m н.в. е разположена Берковската котловина, която структурно принадлежи към Западния Предбалкан. Нейният наклон е от юг на север и се пресича от река Бързия. Към Западния Предбалкан се отнася и хълмистият и нископланински район северно от котловината и източно от долината на река Бързия известен под името Замфировска хълмиста област.
Минималната височина на община Берковица е водното огледало на язовир Огоста – 186 m н.в. (кота преливник), от който в пределите на общината попадат неговите най-южни части.

#### Води
Основна водна артерия на община Берковица е река Бързия, която протича през нея с цялото си течение (35 km). Тя извира под връх Тодорини кукли и до село Бързия протича в дълбока и гориста долина. След селото пресича от юг север Берковската котловина, а между селата Мездрея и Комарево преминава през къс пролом. След това долината ѝ се разширява, като е заето от обработваеми земи и се влива от юг в язовир Огоста. Нейни основни притоци са реките: леви – Кадийска бара, Рибна бара, Даб фишек, Стругарница, Раковица, Берковска река (Камщица) и Костенка; десни – Берберска бара, Садена бара, Ширине, Врещица и Балювска река.
В северозападната част на общината, отново с цялото си течение протича река Златица, която също се влива в южната част на язовир Огоста.
В най-източната част на община Берковица, през землището на село Пърличево преминава част от горното течение на река Шугавица (десен приток на Огоста).

## Население

### Населени места
Общината има 20 населени места с общо население 14 501 жители (към 7 септември 2021).
| Населено място (Старо име)                                              | Преброяване (от септември 2021) | По настоящ адрес (ГРАО от 15 септември 2024) | Площ (km²) | Гъстота (д/km²) | Надморска височина (м) |
| ----------------------------------------------------------------------- | ------------------------------- | -------------------------------------------- | ---------- | --------------- | ---------------------- |
| Балювица (Бальово)                                                      | 65                              | 51                                           | 8,321      | 6.13            | 270                    |
| Берковица                                                               | 10191                           | 12576                                        | 80,655     | 155.92          | 410                    |
| Бистрилица                                                              | 135                             | 142                                          | 20,722     | 6.85            | 255                    |
| Бокиловци                                                               | 86                              | 64                                           | 8,304      | 7.71            | 405                    |
| Боровци                                                                 | 609                             | 632                                          | 27,058     | 23.36           | 220                    |
| Бързия (Клисура)                                                        | 1298                            | 1215                                         | 86,331     | 14.07           | 470                    |
| Гаганица                                                                | 217                             | 247                                          | 34,612     | 7.14            | 260                    |
| Замфирово (Гушанци)                                                     | 1027                            | 1092                                         | 47,971     | 22.76           | 297                    |
| Комарево                                                                | 51                              | 61                                           | 7,503      | 8.13            | 276                    |
| Костенци                                                                | 44                              | 43                                           | 19,053     | 2.26            | 450                    |
| Котеновци                                                               | 114                             | 108                                          | 27,544     | 3.92            | 343                    |
| Лесковец                                                                | 37                              | 34                                           | 25,469     | 1.33            | 390                    |
| Мездрея                                                                 | 159                             | 179                                          | 10,615     | 16.86           | 380                    |
| Песочница                                                               | 27                              | 26                                           | 9,799      | 2.65            | 360                    |
| Пърличево (Мечит махала)                                                | 55                              | 60                                           | 7,948      | 7.55            | 250                    |
| Рашовица                                                                | 7                               | 4                                            | 2,842      | 1.41            | 337                    |
| Слатина                                                                 | 179                             | 161                                          | 10,458     | 15.39           | 370                    |
| Цветкова бара (Цветна бара)                                             | 19                              | 13                                           | 1,668      | 7.79            | 456                    |
| Черешовица                                                              | 43                              | 34                                           | 22,017     | 1.54            | 465                    |
| Ягодово (Янчев чифлик, Ягодиново)                                       | 138                             | 175                                          | 5,477      | 31.95           | 377                    |
| Общо за общината:                                                       | 14501                           | 16917                                        | 463,71     | 36.48           |                        |
| Населените места с кмет са със зелен фон, а тези без кметство – с жълт. |                                 |                                              |            |                 |                        |

### Движение на населението (1934 – 2021)
| Община Берковица                              | Община Берковица | Община Берковица | Община Берковица | Община Берковица | Община Берковица | Община Берковица | Община Берковица | Община Берковица | Община Берковица | Община Берковица | Община Берковица |
| --------------------------------------------- | ---------------- | ---------------- | ---------------- | ---------------- | ---------------- | ---------------- | ---------------- | ---------------- | ---------------- | ---------------- | ---------------- |
| Година                                        | 1934             | 1946             | 1956             | 1965             | 1975             | 1985             | 1992             | 2001             | 2011             | 2021             |                  |
| Население                                     | 25324            | 27020            | 27684            | 26754            | 28639            | 26536            | 24999            | 22664            | 18803            | 14501            |                  |
| Източници: Национален Статистически Институт, |                  |                  |                  |                  |                  |                  |                  |                  |                  |                  |                  |

### Възрастов състав
| Население по възрастови групи към септември 2021 година | Население по възрастови групи към септември 2021 година | Население по възрастови групи към септември 2021 година | Население по възрастови групи към септември 2021 година | Население по възрастови групи към септември 2021 година | Население по възрастови групи към септември 2021 година | Население по възрастови групи към септември 2021 година | Население по възрастови групи към септември 2021 година | Население по възрастови групи към септември 2021 година | Население по възрастови групи към септември 2021 година | Население по възрастови групи към септември 2021 година | Население по възрастови групи към септември 2021 година | Население по възрастови групи към септември 2021 година | Население по възрастови групи към септември 2021 година | Население по възрастови групи към септември 2021 година | Население по възрастови групи към септември 2021 година | Население по възрастови групи към септември 2021 година | Население по възрастови групи към септември 2021 година | Население по възрастови групи към септември 2021 година |
| ------------------------------------------------------- | ------------------------------------------------------- | ------------------------------------------------------- | ------------------------------------------------------- | ------------------------------------------------------- | ------------------------------------------------------- | ------------------------------------------------------- | ------------------------------------------------------- | ------------------------------------------------------- | ------------------------------------------------------- | ------------------------------------------------------- | ------------------------------------------------------- | ------------------------------------------------------- | ------------------------------------------------------- | ------------------------------------------------------- | ------------------------------------------------------- | ------------------------------------------------------- | ------------------------------------------------------- | ------------------------------------------------------- |
| Общо                                                    | 0 – 4                                                   | 5 – 9                                                   | 10 – 14                                                 | 15 – 19                                                 | 20 – 24                                                 | 25 – 29                                                 | 30 – 34                                                 | 35 – 39                                                 | 40 – 44                                                 | 45 – 49                                                 | 50 – 54                                                 | 55 – 59                                                 | 60 – 64                                                 | 65 – 69                                                 | 70 – 74                                                 | 75 – 79                                                 | 80 – 84                                                 | 85+                                                     |
| 14501                                                   | 514                                                     | 522                                                     | 633                                                     | 555                                                     | 500                                                     | 570                                                     | 671                                                     | 688                                                     | 805                                                     | 1054                                                    | 1133                                                    | 1108                                                    | 1218                                                    | 1209                                                    | 1337                                                    | 962                                                     | 598                                                     | 424                                                     |

### Етнически състав
| Етноси в община Берковица (2011) | Етноси в община Берковица (2011) | Етноси в община Берковица (2011) | Етноси в община Берковица (2011) | Етноси в община Берковица (2011) |
| -------------------------------- | -------------------------------- | -------------------------------- | -------------------------------- | -------------------------------- |
| Етническа група                  |                                  |                                  | процент                          |                                  |
| българи                          | българи                          |                                  | 82.38%                           | 82.38%                           |
| цигани                           | цигани                           |                                  | 16.73%                           | 16.73%                           |
| турци                            | турци                            |                                  | 0.07%                            | 0.07%                            |
| други и неопределени             | други и неопределени             |                                  | 0.83%                            | 0.83%                            |

Етнически групи от общо 18287 самоопределили се (към 2011 година):
- българи: 15065
- турци: 12
- цигани: 3059
- други: 76
- неопределени: 75

## Административно-териториални промени
- МЗ № 2820/обн. 14 август 1934 г. – преименува с. Мечит махала на с. Пърличево;
- МЗ № 5750/обн. 24 септември 1947 г. – преименува с. Гушанци на с. Замфирово;
- Указ № 3/обн. 11 януари 1950 г. – преименува с. Клисура на с. Бързия;
- Указ № 47/обн. 9 февруари 1951 г. – преименува с. Янчев чифлик на с. Ягодиново;
- Указ № 334/обн. 13 юли 1951 г. – преименува с. Ягодиново на с. Ягодово;
- през 1956 г. – уточнено е името на с. Бальово на с. Балювица без административен акт;
- през 1964 г. – преименувани са к. Цветна бара на к. Цветкова бара без административен акт;
- Указ № 757/обн. 8 май 1971 г. – заличава с. Калиманица поради изселване;
- На основание §7 (т.3) от Закона за административно-териториалното устройство на Република България (ДВ, бр. 63/14 юли 1995 г.) всички махали, колиби, гари, минни и промишлени селища придобиват статут на села.[4]

## Транспорт
През общината от север на юг, по долината на река Бързия преминава последният участък от 15,5 km от трасето на жп линията Бойчиновци – Берковица.
През общината преминават изцяло или частично 5 пътя от Републиканската пътна мрежа на България с обща дължина 70,2 km:
- участък от 37 km от Републикански път II-81 (от km 54,2 до km 91,2);
- началният участък от 6 km от Републикански път III-812 (от km 0 до km 6,0);
- началният участък от 12,6 km от Републикански път III-815 (от km 0 до km 12,6);
- участък от 1,5 km от Републикански път III-1621 (от km 2,3 до km 3,8);
- целият участък от 13,1 km от Републикански път III-8104.

## Топографска карта
- Лист от карта K-34-23. Мащаб: 1 : 100 000.
- Лист от карта K-34-35. Мащаб: 1 : 100 000.